# Plymouth Raiders
El Plymouth Raiders es un equipo de baloncesto británico con sede en la ciudad de Plymouth, que compite en la BBL, la máxima competición de Reino Unido. Disputa sus partidos en el Pavilions, con capacidad para 1.480 espectadores. Colabora con la University of St Mark & St John.

## Nombres
- Plymouth Raiders (1983-)

## Registro por temporadas
| Temporada          | Div.      | Pos. | Pld. | G  | L  | Pts. | Play Offs     | Trofeo        | Copa          |
| ------------------ | --------- | ---- | ---- | -- | -- | ---- | ------------- | ------------- | ------------- |
| Plymouth Panasonic |           |      |      |    |    |      |               |               |               |
| 1979–1980          | NBL 2     | 7th  | 14   | 3  | 11 | 6    | DNQ           | Semi-final    | 1st Round     |
| Plymouth Raiders   |           |      |      |    |    |      |               |               |               |
| 1983–1984          | NBL 2     | 10th | 24   | 6  | 18 | 12   | DNQ           | Quarter-final | 1st Round     |
| 1984–1985          | NBL 2     | 8th  | 22   | 9  | 13 | 18   | DNQ           | Semi-final    | 2nd Round     |
| 1985–1986          | NBL 2     | 8th  | 22   | 11 | 11 | 22   | DNQ           | Subcampeones  | 2nd Round     |
| 1986–1987          | NBL 2     | 8th  | 18   | 4  | 14 | 8    | DNQ           | Quarter-final | 2nd Round     |
| 1987–1988          | NBL 1     | 4th  | 18   | 12 | 6  | 24   | Quarter-final | Quarter-final | 2nd Round     |
| 1988–1989          | NBL 1     | 6th  | 20   | 10 | 10 | 20   | Quarter-final | Quarter-final | 2nd Round     |
| 1989–1990          | NBL 1     | 9th  | 22   | 8  | 14 | 16   | DNQ           | -             | -             |
| 1990–1991          | NBL 1     | 10th | 18   | 4  | 14 | 8    | DNQ           | -             | -             |
| 1991–1992          | NBL 1     | 6th  | 22   | 13 | 9  | 26   | Semi-final    | -             | -             |
| 1992–1993          | NBL 1     | 9th  | 22   | 9  | 13 | 18   | DNQ           | -             | -             |
| 1993–1994          | NBL 1     | 10th | 18   | 3  | 15 | 6    | DNQ           | Subcampeones  | -             |
| 1994–1995          | NBL 1     | 9th  | 22   | 7  | 15 | 14   | DNQ           | -             | -             |
| 1995–1996          | NBL 1     | 10th | 22   | 7  | 15 | 14   | DNQ           | -             | -             |
| 1996–1997          | NBL 1     | 2nd  | 26   | 19 | 7  | 38   | Ganadores     | Subcampeones  | -             |
| 1997–1998          | NBL 1     | 2nd  | 22   | 19 | 3  | 38   | Runner-up     | Subcampeones  | -             |
| 1998–1999          | NBL 1     | 2nd  | 26   | 21 | 5  | 42   | Ganadores     | Subcampeones  | -             |
| 1999–2000          | NBL 1     | 4th  | 24   | 16 | 8  | 32   | Quarter-fina  | 2nd Round     | -             |
| 2000–2001          | NBL Conf. | 1st  | 21   | 19 | 2  | 38   | Ganadores     | Semi-final    | -             |
| 2001–2002          | NBL Conf. | 2nd  | 18   | 14 | 4  | 28   | Semi-final    | Semi-final    | -             |
| 2002–2003          | NBL Conf. | 2nd  | 22   | 18 | 4  | 36   | Semi-final    | Semi-final    | -             |
| 2003–2004          | EBL 1     | 1st  | 22   | 20 | 2  | 40   | Subcampeones  | Semi-final    | Ganadores     |
| 2004–2005          | BBL       | 9th  | 40   | 12 | 28 | 24   | DNQ           | 1st Round     | Quarter-final |
| 2005–2006          | BBL       | 9th  | 40   | 16 | 24 | 32   | DNQ           | 1st Round     | 1st Round     |
| 2006–2007          | BBL       | 5th  | 36   | 20 | 16 | 40   | Quarter-final | Ganadores     | Quarter-final |
| 2007–2008          | BBL       | 3rd  | 33   | 24 | 9  | 48   | Semi-final    | 1st round     | 1st round     |
| 2008–2009          | BBL       | 5th  | 33   | 20 | 13 | 40   | Semi-final    | Semi-final    | Subcampeones  |
| 2009–2010          | BBL       | 10th | 36   | 11 | 25 | 22   | DNQ           | 1st Round     | Quarter-final |
| 2010–2011          | BBL       | 5th  | 33   | 19 | 14 | 38   | Quarter-final | 1st Round     | Quarter-final |
| 2011–2012          | BBL       | 4th  | 30   | 21 | 9  | 42   | Quarter-final | Subcampeones  | Subcampeones  |
| 2012–2013          | BBL       | 6th  | 33   | 19 | 14 | 38   | Semi-final    | 1st Round     | Semi-final    |

Notas:
- Entre 2000-2003 La Conferencia NBL funciona como la segunda categoría, por encima de la Division One.
- En 2003 la NBL se sustituyó por la EBL, que restableció la Division One en la segunda categoría.
- En 2004 Plymouth subió a la BBL, la principal liga del país.
- DNQ denota No Se Clasificó.

### Plantilla actual
Actualiizado 12 de septiembre de 2013
| 11 | Bandera de Suecia · Bandera de Estados Unidos | Andreas Schreiber | Pívot     |
|    | Bandera de Estados Unidos                     | Donald Robinson   | Alero     |
|    | Bandera de Estados Unidos                     | Gabe Haskins      | Base      |
|    | Bandera del Reino Unido                       | Ben Eaves         | Ala-Pívot |
|    | Bandera del Reino Unido                       | Shane Walker      | Ala-Pívot |
|    | Bandera de Estados Unidos                     | Jarvis Jones      | Base      |
|    | Bandera de Estados Unidos                     | Garrius Holloman  | Alero     |
|    | Bandera del Reino Unido                       | Thomas Woods      | Alero     |
|    |                                               |                   |           |

## Palmarés

### Liga
- Ganadores NBL Conference: 2000/01 1
- Ganadores EBL Division One: 2003/04 1
- Subcampeones NBL Division One: 1996/97, 1997/98 & 1998/99 3
- Subcampeones NBL Conference: 2001/02, & 2002/03 2

### Playoffs
- Ganadores NBL Division One Play Off: 1996/97, & 1998/99 2
- Ganadores NBL Conference Play Off: 2000/01 1
- Subcampeones NBL Division One Play Off: 1997/98 1
- Subcampeones EBL Division One Play Off: 2003/04 1

### Trophy
- Subcampeones National Trophy: 1985/86, 1993/94, 1996/97, 1997/98, 1998/99 5
- Ganadores BBL Trophy: 2006/07 1
- Subcampeones BBL Trophy: 2011/12 1

### Cup
- Ganadores National Cup: 2003/04 1
- Subcampeones BBL Cup Winners' Cup: 2008/09 1
- Subcampeones BBL Cup: 2011/2012 1

### Jugadores Célebres
- Taner Adu
- Jermaine Forbes
- Allister Gall
- Gavin Love
- James Noel
- Anthony Rowe
- Gary Stronach
- Roderick Wellington
- Dean Williams
- Kwbana Beckles
- Nick Chatzinikolis
- Chris Webber
- Evaldas Zabas
- Daniel Okonkwo
- Deng Deng
- Carlton Aaron
- DeAntoine Beasley
- Jeremy Bell
- Todd Cetnar
- Terrence Durham
- Andrew Lasker
- Chez Marks
- Gaylon Moore
- Gerald Robinson
- Cody Toppert
- Florentino Valencia
- Jerome Gumbs

### Números retirados
- 6 Gavin Love, G, 1996–2009
- 14 Gary Stronach, G, 1985–1999